# غرانت مكان
غرانت صامويل مكان (بالإنجليزية: Grant Samuel McCann)‏ (مواليد 14 أبريل 1980 في بلفاست) لاعب كرة قدم إيرلندي شمالي دولي يجيد اللعب في خط الوسط . يلعب حاليا لصالح نادي بيتيربوروه يونايتد الإنجليزي منذ 2010 .

## مسيرته الكروية
لعب غرانت مكان خلال مسيرته الاحترافية مع 8 أندية في اثنين وعشرين موسمًا وسجل خلالها 86 هدفًا ضمن 507 مباراة. ولم يفز بأي موسم بالكأس أو بالدوري.
خاض غرانت مكان مسيرته مع نادي وست هام يونايتد في موسم 1998–99 في المرة الأولى ولمدة موسمين ثم في موسم 2001–02 لمدة موسم واحد، مشاركًا طوالها في 4 مباريات ولم يسجل أي هدف. ثم انتقل إلى نادي ليفينغستون لكرة القدم في موسم 1999–00 لمدة موسم واحد، حيث شارك في 3 مباريات ولم يسجل أي هدف أيضًا. لينتقل بعدها إلى نادي تشيلتنهام تاون لكرة القدم في موسم 2000–01 في المرة الأولى لمدة موسم واحد ثم في موسم 2002–03 ليلعب معه خمسة مواسم، مشاركًا طوالها في 193 مباراة سجل خلالها 34 هدفًا. ثم انتقل إلى نادي بارنسلي في موسم 2006–07 ولمدة موسمين، مشاركًا في 41 مباراة سجل خلالها 4 أهداف. هذا وانتقل لاحقًا إلى نادي سكونثورب يونايتد في موسم 2007–08 واستمر معه طيلة ثلاثة مواسم، مشاركًا في 99 مباراة سجل خلالها 18 هدفًا. ثم انتقل بعدها إلى نادي بيتربورو يونايتد في موسم 2010–11 ليلعب معه خمسة مواسم، مشاركًا في 160 مباراة سجل خلالها 29 هدفًا. ليعود وينتقل من جديد، لكن هذه المرة إلى نادي لينفيلد في موسم 2014–15 لمدة موسم واحد، مشاركًا في 5 مباريات سجل خلالها هدفًا واحدًا.

## روابط خارجية
- غرانت مكان على موقع الاتحاد الأوربي (الإنجليزية)
- غرانت مكان على موقع قاعدة بيانات كرة القدم.إي يو (الإنجليزية)
- غرانت مكان على موقع ناشيونال فوتبول تيمز (الإنجليزية)
- غرانت مكان على موقع Soccerbase.com (لاعب) (الإنجليزية)
- غرانت مكان على موقع عالم كرة القدم.نت (الإنجليزية)
- غرانت مكان على موقع كووورة